# Gaylord Silly
Gaylord Silly (frz.: [sijˈi]; * 20. Februar 1986) war Langstreckenläufer mit französischer und seychellischer Staatsbürgerschaft.

## Leben
Silly begann seine internationale Karriere im Jahr 2007 mit der Teilnahme an den Indian Ocean Island Games in Antananarivo. 2008 nahm er als einziger Vertreter der Seychellen an den Crosslauf-Weltmeisterschaften teil. Mit einer Zeit von 43:03 Minuten beendete er das Zwölf-Kilometer-Rennen der Männer mehr als acht Minuten hinter dem Sieger. Im Jahre 2009 nahm Silly an den Halbmarathon-Weltmeisterschaften teil, ehe er 2010 wieder zu den Crosslauf-Weltmeisterschaften wechselte. Er lebt und arbeitet in Frankreich.